# Кассардо, Франческо
Франческо Кассардо (Турин, 25 сентября 1988 года) — итальянский альпинист и бывший игрок в регби.

## Биография
Родившийся в Турине и проживающий в городе Риволи, он с ранних лет приблизился к горному миру благодаря страсти своего отца. Он научился кататься на лыжах в возрасте четырех лет и участвовал в многочисленных соревнованиях для Лыжного клуба Риволи. В подростковом возрасте он занимался различными видами спорта, в том числе плавание в баскетбол, футбол и гандбол, до лета 2002 года не подошел мир регби. Он начал играть в молодежной регби Риволи, пока он не дебютировал в 2006 году в первой команде в чемпионате серии С. После слияния Rivoli Rugby с любительским клубом Airaca Rugby и последующего основания Taurinia Rugby он перешел в CUS Torino  поднявшись в категории. Он провел два года в Серии В, достигнув повышения в Серию А в сезоне 2012-2013.
В 2016 году он окончил медицинский факультет Турина и начал работать в 2017 году в отделении неотложной помощи Pinerolo  . В тот период он начал, также благодаря прощанию с регби, полностью посвятить себя альпинизму, начав заниматься скалолазанием на ледопадах . В феврале 2018 года во время восхождения он встретил альпиниста Карло Альберто Чименти ; с этого момента между ними родились дружба и спортивное сотрудничество, которые привели их к подготовке экспедиции в Пакистан с целью катания на лыжах впервые на вершине Лайла  и последующего восхождения на Гашербрум II . Франческо решил попробовать GII, связавшись со своим другом Чименти вместе с ультра-трейлером Маурицио Бассо. Из-за неблагоприятных погодных условий группа не смогла завершить подъем, остановившись на 6000 м. Франческо решил снова организовать экспедицию вместе с Чименти, чтобы подняться на непобедимую вершину Гашербрум VII в следующем году.

## Гашербрум VII

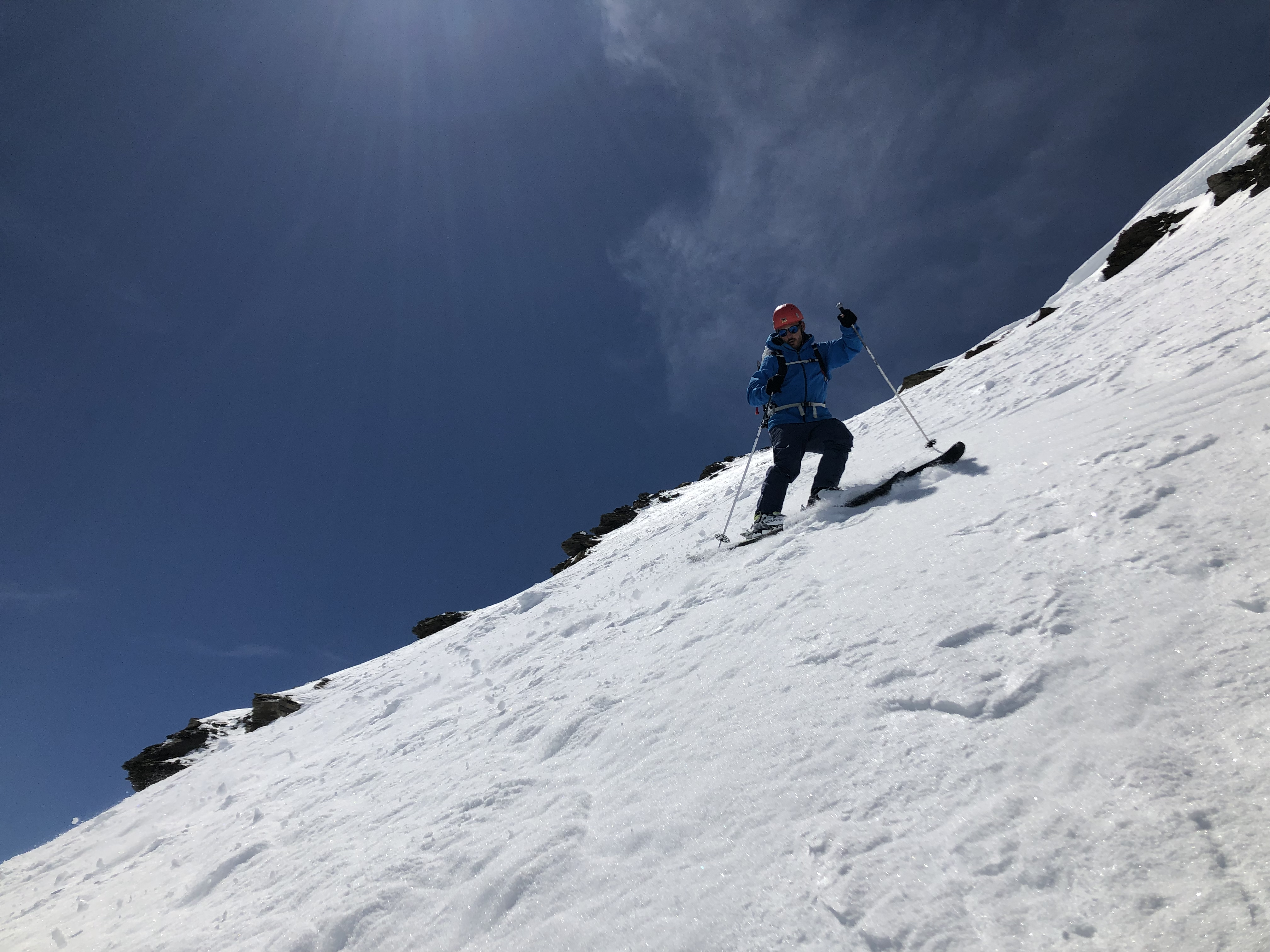
Кассардо в действии, практикуя экстремальные лыжи

Летом 2019 года Франческо решил предпринять восхождение на Гашербрум VII вместе со своим другом Карло Чименти. Экспедиция на высоту 6955 м, благодаря отличным погодным условиям, оказалась менее сложной, чем ожидалось, и через несколько дней два альпиниста подготовились к восхождению на вершину. Франческо вместе со своим спутником попытался предпринять попытку стать первым альпинистом, достигшим вершины GVII. Погодные условия, которые продолжали быть благоприятными, приблизили Кассардо к вершине. Однако степень уклона 60-градусного подъема и многочисленные подводные камни горы не позволили достичь вершины, остановив ее всего в 100 м от нее. Франческо Кассардо решил спуститься и вернуться в первый лагерь, но во время спуска он потерял контроль над лыжами и начал разрушительно падать вниз по течению на 450 метров. После двух дней, проведенных на холоде пакистанской горы, благодаря его собрата консорциуме и группой альпинистов, терпящих бедствие, настоящее, среди прочего, Дон Боуи и Дениса Урубко , был доставлен в лагерь, где " вертолет военный мог снять ее чтобы помочь ему. Альпинист был доставлен в военный госпиталь Скарду, где он пробыл два дня. Позже он был переведен еще на 2 дня в специализированную больницу в Исламабаде, где, однако, врачи заботились только о том, чтобы его состояние оставалось стабильным. По возвращении в Италию, в больницу "Умберто Парини" в Аосте, он месяц подвергался специальному лечению группой из центра горной медицины Архивная копия от 5 января 2020 на Wayback Machine больницы Аоста-Вэлли. После аварии Франческо Кассардо сообщил о частичной потере фаланги рук из-за замерзания, разрыва нескольких структур правого колена и двух позвонков .

## Внешние ссылки
- https://www.corriere.it/cronache/19_agosto_29/tornero-montagna-mia-vita-0a2a6db2-ca96-11e9-a6d2-4a38334bea0d.shtml Архивная копия от 13 сентября 2019 на Wayback Machine
- https://www.gazzetta.it/Sport-Vari/22-07-2019/cassardo-salvo-elicottero-ha-recuperato-l-alpinista-ferito-pakistan-3401066866466.shtml Архивная копия от 7 февраля 2020 на Wayback Machine
- http://www.ansa.it/piemonte/notizie/2019/07/21/alpinista-piemontese-ferito-in-pakistan_f691ad3d-8a38-4ee6-82c1-0013937ea2ca.html Архивная копия от 7 февраля 2020 на Wayback Machine
- https://primabiella.it/cronaca/cala-e-il-salvataggio-di-cassardo-in-pakistan-non-e-stata-fortuna/ Архивная копия от 7 февраля 2020 на Wayback Machine
- https://www.ilpost.it/2019/07/22/francesco-cassardo-salvato/ Архивная копия от 7 февраля 2020 на Wayback Machine
- https://www.ilpost.it/tag/francesco-cassardo/ Архивная копия от 7 февраля 2020 на Wayback Machine
- https://www.lagendanews.com/medico-francesco-cassardo-italia/ Архивная копия от 7 февраля 2020 на Wayback Machine
- https://www.ilfattoquotidiano.it/2019/07/22/pakistan-recuperato-grazie-a-un-elicottero-lalpinista-francesco-cassardo-precipitato-dal-gasherbrum-vii/5341176/ Архивная копия от 7 февраля 2020 на Wayback Machine
- https://www.bergamonews.it/tag-personaggio/francesco-cassardo/ Архивная копия от 7 февраля 2020 на Wayback Machine